# Angerboda
Angerboda, er en jættekvinde i nordisk mytologi. Hun har tre børn med Loke: Dødsgudinden Hel, Midgårdsormen og Fenrisulven.